# Joachim Heintze
Joachim Heintze (Berlin, 1926. július 20. – Heidelberg, 2012. március 31.) német kísérleti részecskefizikus.

## Élete
1944-ben érettségizett, majd a második világháború végéig katonai szolgálatot teljesített. Utána Berlinben és Göttingenben tanult fizikát. Doktoranduszként követte tanárát, Otto Haxelt Heidelbergbe, így 1953-ban ott szerzett diplomát Zur natürlichen Radioaktivität der Kerne Vanadium 50, Indium 113, Tellur 123 und Kalium 40 című dolgozatával. 1958-ban habilitált. Ezt követően néhány évig a CERN-nél dolgozott. 1963-ban Volker Soegrellel együtt a Német Fizikai Egyesület Gustav Hertz-díját kapta meg egy ritka pion bétaszétesés méréséért. 1964-ben Hans Kopfermann professzor utódja lett Heidelbergben, egészen 1991-es nyugdíjazásáig. 1972-73-ban a kar dékánja volt. 1992-ben Max Born-díjjal tüntették ki.

## Fordítás
- Ez a szócikk részben vagy egészben  a   Joachim Heintze című német Wikipédia-szócikk ezen változatának fordításán alapul.  Az eredeti cikk szerkesztőit annak laptörténete sorolja fel. Ez a jelzés csupán a megfogalmazás eredetét és a szerzői jogokat jelzi, nem szolgál a cikkben szereplő információk forrásmegjelöléseként.